# Закон Голдвотера — Ніколса

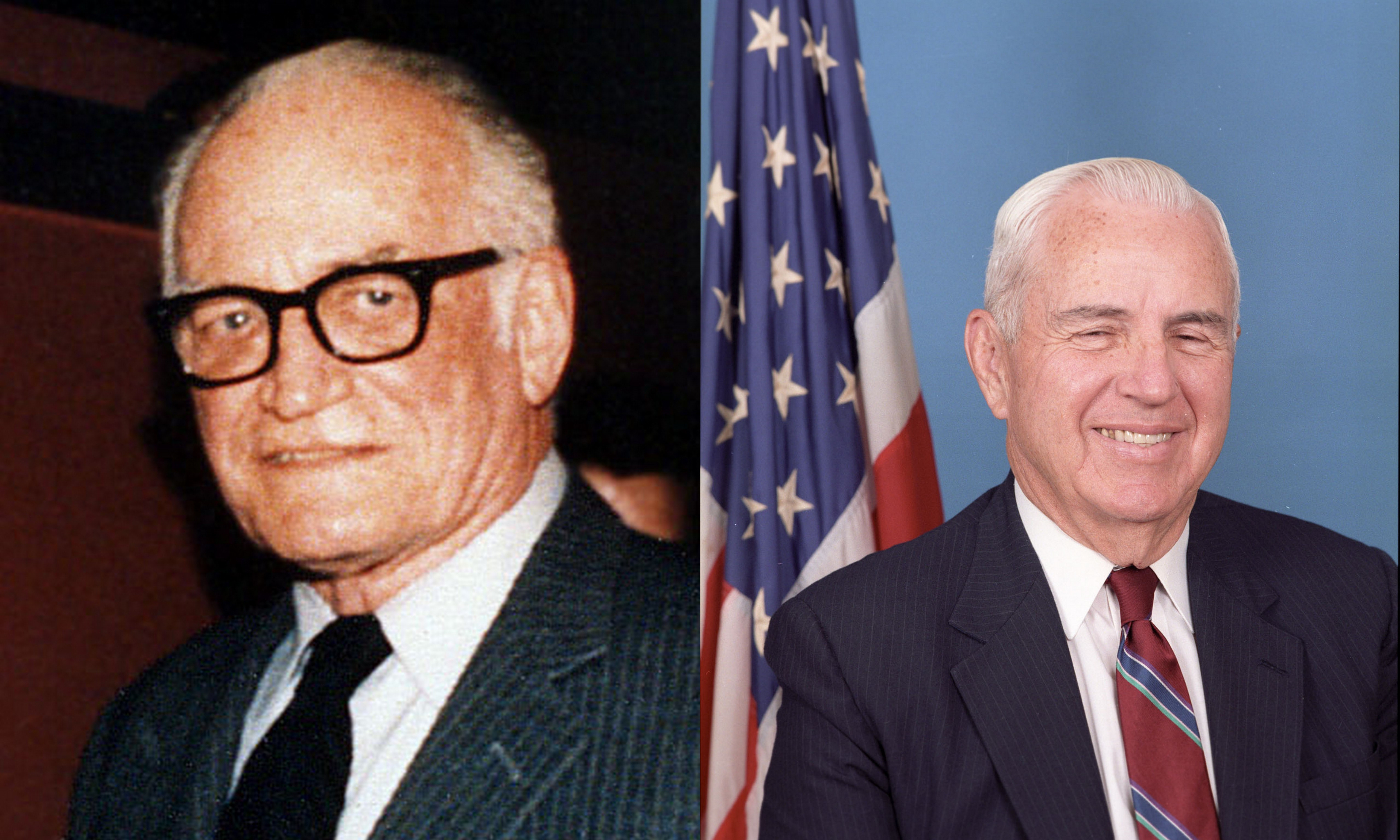
Сенатор США Баррі Голдвотер (R—AZ) та Представник Вільям Флінт Ніколс (D—AL), автори Закону Голдвотера-Ніколса від 1986 року

Закон Голдвотера-Ніколса від 1986 року щодо реорганізації міністерства оборони США (англ. Goldwater–Nichols Department of Defense Reorganization Act of 1986) — федеральний законодавчий акт уряду Сполучених Штатів Америки щодо реорганізації міністерства оборони США; найрадикальніший закон, що провадив зміни у військовій організації держави після реформування Збройних сил США у післявоєнний час.

## Зміст

### Передумови
Закон Голдвотера-Ніколса став серйознішою спробою керівництва держави вирішити проблему міжвидового протистояння, що споконвічно існувало у Збройних силах США, зокрема загострилося за часів війни у В'єтнамі, призвело до катастрофічного провалу спеціальної операції з рятування заручників у Тегерані в 1980 році та виявилося під час вторгнення до Гренади у 1983 році.
Проблема протистояння між керівництвом та особовим складом видів Збройних сил існувала ще за часи Другої світової війни, коли дві незалежні гілки військової ієрархічної влади, одна через секретаря ВМС та його військово-морські сили, друга — через воєнного секретаря та відповідно сухопутні й повітряні сили, намагалися впливати на Президента Сполучених Штатів у власних відомчих інтересах. У 1947 році Г.Трумен втілив у життя Закон про національну безпеку, який оптимізував військову організацію держави, утворив новий вид сил — Повітряні сили, й об'єднав їх під єдиноначальністю одного цивільного посадовця — секретаря оборони.
Водночас, незважаючи на утворену систему управління, збройні сили США продовжували організовуватися, розвиватися та діяти під власними організаційними структурами, кожна з яких мала власного керманича (Начальників штабів Армії й Повітряних сил, керівника військово-морськими операціями та Коменданта Корпусу морської піхоти США). Ці високопосадовці уходили до складу Об'єднаного комітету начальників штабів і обирали Голову комітету, який у відповідності до усталених традицій цивільного контролю над збройними силами, підкорявся цивільному секретарю оборони. Однак, обидва можновладця звітували напряму Президенту США — Верховному головнокомандувачу збройних сил країни.
Недосконалість системи призводила до перманентного та контрпродуктивного змагання між видами. Створення та імплементація програм розвитку, доктрин, ключових питань в організації підготовки тощо у мирний час провадилися окремішньо, без погодження з іншими видами. У воєнний час чи при проведенні операцій питання планування, виконання плану та організації взаємодії постійно страждали від непорозуміння та відмінностях у системах. Усе це призводило відповідно до розпорошення зусиль, неефективному витрачанню сил та ресурсів, постійному гальмуванню у досягненні кінцевої мети операції чи кампанії.
Розроблена наприкінці 1970-х повітряно-наземна концепція оперативного (бойового) застосування різнорідних об'єднань, з'єднань та частин сухопутних військ і тактичної авіації, так звана доктрина повітряно-наземної операції зіштовхнулася із труднощами координації зусиль ще на початку досягнення порозуміння між видами. Задумом розробників доктрини було об'єднати й синхронізувати усі зусилля, що беруть участь в операції, та спростити процедури для досягнення найефективнішого результату. Намагання переконати керівництво видів було марним. Замість того, щоб сприяти революційній ідеї, котра повинна була змінити розставляння сил на полі бою, генералітет доклав максимум зусиль, тільки блокувати цю інновацію. Наслідком стала проста за масштабом та розмахом операція з вторгнення на Гренаду восени 1983 року. Політичне керівництво було серйозно занепокоєне неспроможністю різних видів координувати та взаємодіяти разом для досягнення мети в умовах елементарних бойових дій, не кажучи вже про зіткнення з серйозним противником.

### Зміст Закону
Відповідно до закону Голдвотера-Ніколса, уся повнота військової влади над усіма видами збройних сил зосереджувалася в руках Голови Об'єднаного комітету начальників штабів, який став головним військовим радником Президента, Ради національної безпеки та міністра оборони. Для спрощення керівництва силами вводилася посада заступника Голови Об'єднаного комітету, який за законом не міг бути представником одного виду Збройних сил разом з Головою. До того ж головний військовий керманич наділявся більшими правами у сфері загального планування військового будівництва, розробки доктринальних та основоположних документів для усіх збройних сил. Але, водночас, він мав певні обмеження у безпосередньому керівництві силами напряму. Командувач Об'єднаних та спеціалізованих командувань США наділявся широкими повноваженнями та владою над усіма видами та родами військ, що входили до складу командувань.
Розділ 162-й Закону визначав, що «якщо не існує інших вказівок від Президента, підпорядкованість військової ієрархії в Об'єднаному командуванні провадиться від Президента до міністра оборони, а від нього на командувача Об'єднаним командуванням».
Вимогою положень Закону було те, що командування видів організовувало, тренувало та оснащувало сили для їхнього подальшого застосування командувачами Об'єднаних Командувань, і більше не мало ніяких прав втручатися у справи застосування військ (сил) за призначенням. Усі збройні сили поділялися або за географічними глобальними напрямками (Африканське, Південне, Північне, Європейське, Тихоокеанське та Центральне Командування Збройних сил США) або за функціональними завданнями (Спецоперацій, Стратегічне, Транспортне), і вже оперативно не підкорялися своїм видам.
Після введення в дію Закону Голдвотера-Ніколса, відносно автономні, боєздатні та цілісні структури видів збройних сил зазнали суттєвих змін, вони перетворилися на системи, що здійснювали загальну організацію, комплектування, підготовку та тренування частин, відповідали за придбання, закупівлю, випробування, модернізацію озброєння і військової техніки, а також підтримання особового складу та військових формувань у боєздатному стані.

### Результати
Втілення в життя положень Закону Голдвотера-Ніколса призвело до кардинальних змін у військовій організації Сполучених Штатів. Першим плідним тестуванням для його ключових ідей стало вторгнення американських військ у Панаму (операція «Справедлива справа»), де система управління відпрацювала так, як це замислювалося, з найрезультативнішими ефектами. Командувач американських військ генерал Максвелл Турман мав повний та дієвий контроль і владу над усіма компонентами від різних видів, армії, морської піхоти, повітряних сил та флоту, без потреби погоджувати питання застосування військ та сил з керівництвом видів збройних сил.
Командувачам у зонах відповідальності підпорядковувалися всі види збройних сил та їхні начальники: командувач сухопутними військами, командувач флотом і командувач ПС. Таким чином, усе керівництво операціями і вся відповідальність замикалися на одного командира і один штаб, що дозволило усунути міжвідомчі суперечності трьох видів збройних сил, які до цього серйозно ускладнювали керівництво бойовими діями. Фактично США повернулися до схеми часів Другої світової війни, коли Дуайт Ейзенхауер, який керував операціями в Європі, був Верховним начальником для формувань усіх видів збройних сил різних країн на Європейському театрі війни.
Це рішення, ймовірно, стало ключовим для всієї реформи. Завдяки єдності командування і різкого зростання можливостей обчислювальної техніки і телекомунікацій, стала можливою координація дій міжвидових угруповань американських військ у режимі реального часу. Даний фактор у поєднанні із поліпшеним рівнем оснащеності сучасною зброєю, перетворив збройні сили США на найпотужніші у світі.